# Tatort: Dagoberts Enkel
Dagoberts Enkel ist ein Fernsehfilm aus der Kriminalreihe Tatort der ARD und des ORF. Der Film wurde vom SFB produziert und am 25. Juli 1999 erstmals ausgestrahlt. Es handelt sich um den ersten Fall des Ermittler-Duos Hellmann und Ritter und die 417. Tatort-Folge. Hellmann und Ritter müssen eine Erpressung und einen in diesem Zusammenhang begangenen Bombenanschlag, bei dem eine junge Frau ums Leben kam, klären.

## Handlung
Erpresser, die sich als „Dagoberts Enkel“ bezeichnen, erpressen die Post, indem sie mit Bombenanschlägen auf Postfilialen drohen. Eine Geldübergabe, bei der die Polizei den Erpressern eine Falle stellen wollte, scheitert. Ein paar Tage später geht Hauptkommissar Robert Hellmann in eine Postfiliale, um ein Einschreiben aufzugeben, während er in der Schlange wartet, explodiert ein Sprengsatz, die junge Katja Roland, mit der Hellmann kurz zuvor noch geflirtet hat, kommt dabei ums Leben. Der Geschäftsmann Jens Treptov trifft sich mit seinem Geschäftspartner Hans Kantrup und dessen Neffen Sven, die drei sind bestürzt, denn ihre Bombe sollte eigentlich per Zeitzünder in der Nacht in der leeren Filiale detonieren. Sven, der die Bombe platziert hatte, will aussteigen, doch sein Onkel und Treptov beschwichtigen ihn, da sie ihn noch zum Umtausch der registrierten Scheine benötigen. Treptov, dessen Tischlerei in massiven Geldschwierigkeiten steckt, will den Vorfall für weitere Erpressungen nutzen, da man sie jetzt endlich ernst nehmen würde, Hans Kantrup willigt nach einigem Zögern ein, weiterzumachen. Hellmann und Ritter steigen aufgrund des Todesfalls in die Ermittlungen gegen „Dagoberts Enkel“ ein, die bislang von ihrem Kollegen Gautsch geleitet wurden. Hellmann geht über Nacht die Akten durch, ihm fällt auf, dass der Erpresser bislang nur nachts Anschläge verübt hat und offensichtlich das Geld dringend benötigt.
Hellmann und Ritter kehren an den Tatort zurück, dabei erinnern sich beide an Sven Kantrup, der kurz vor der Explosion ein Paket ins Postamt brachte, Ritter sah ihn hinausrennen, dabei stieß Kantrup mit einem Radfahrer zusammen und verlor einen Kugelschreiber und Kleingeld. Die Beamten finden zwei Obdachlose, die das Geld eingesammelt hatten und erhalten von diesen den Kugelschreiber, der mit dem Firmenschriftzug „Treptov und Partner“ versehen ist. Unterdessen stellt die Post erneut Geld für die Übergabe bereit, diesmal soll Ritter das Geld überbringen, die Beamten warten auf die Übergabebedingungen. Hellmann fährt zur Tischlerei Treptov und Partner, dort trifft er Sven Kantrup an, den er schnell als den jungen Mann aus der Postfiliale erkennt. Kantrup behauptet, Briefmarken gekauft zu haben, er sei deshalb so eilig davongerannt, weil der Fahrradkurier, mit dem er vor der Filiale zusammengestoßen war, ziemlich aggressiv gewesen sei. Ritter erhält unterdessen die Anweisung, das Geld in einem Schließfach am Bahnhof zu deponieren. Dort findet er allerdings nur eine Bombenattrappe vor, der Erpresser dirigiert Ritter anschließend kreuz und quer durch die Stadt und zwingt ihn, den Peilsender wegzuwerfen, schließlich wird Ritter gezwungen, in einem Fabrikgebäude das Geld in einem Korb zu legen, der per Flaschenzug von den Erpressern hochgezogen wird. Ritter muss sich unten festketten, damit er den Erpressern nicht folgen kann, diese rufen später im Präsidium an, so dass Hellmann seinen Kollegen befreit. Hellmann erzählt Ritter von seiner Begegnung mit Sven Kantrup, hält diesen allerdings für unschuldig, weil zur gleichen Zeit Ritter bereits vom Erpresser durch Berlin dirigiert wurde.
Treptov, Hans und Sven Kantrup feiern unterdessen ihren Triumph, Sven will allerdings nur so schnell wie möglich aus Deutschland verschwinden. Treptov beschwichtigt ihn, dass er doch durch Hellmanns Besuch ein perfektes Alibi habe, er solle noch das Geld waschen, bevor er verschwinden könne. Während Treptov dank Svens Kontakten das erpresste Geld gegen unregistrierte Scheine eintauscht, kommt Hellmann nach einer durchzechten Nacht mit Ritter der Geistesblitz, dass Sven Kastrup ihm gewünscht hatte, die Täter schnell zu bekommen, die Erpresserbriefe sind jedoch im Singular verfasst. Die beiden Beamten fahren zu Sven, der bei seinem Onkel wohnt, als Sven die Beamten sieht, nimmt er seinen Onkel als Geisel, die Waffe von Ritter an sich und flieht, wobei er seinen Anteil der Beute verliert und von Hellmann angeschossen wird. Sven Kantrup schafft es, trotz seiner Beinverletzung ein Auto zu kapern und zu entkommen. Während Sven sich in einer Schrebergartenlaube versteckt und Treptov anruft, vernehmen Hellmann und Ritter Hans Kantrup, von dessen Täterschaft sie nichts ahnen. Trotzdem heften sich die Beamten an Kantrups Fersen, als dieser das Haus verlässt. Währenddessen erschießt Treptov mit Ritters Waffe Sven kaltblütig, da er diesen nun als Gefahr für sich und das Gelingen seines Plans ansieht. Kantrup fährt zur Gartenlaube und findet dort Svens Leiche, auf den ersten Blick sieht alles nach Selbstmord aus, Hellmann stellt allerdings fest, dass die Waffe während des Schusses nicht aufgesetzt war, sondern aus mindestens ein Meter Entfernung geschossen wurde, Ritters Waffe dem Toten folglich erst postmortal in dessen Hand gelegt worden sein muss. Die Beamten schließen daraus, dass Sven Treptov, der aufgrund seiner finanziellen Probleme der Drahtzieher war, angerufen hatte, dieser ihn aber umbrachte, statt ihm zu helfen.
Als Kantrup die These zurückweist, macht er sich verdächtig und gesteht schließlich, mit Treptov und Sven gemeinsam die Post erpresst und die Anschläge verübt zu haben. Als Hellmann und Ritter ein Großaufgebot zu Treptovs Tischlerei ordern, verschanzt sich Treptov mit seiner Familie und droht, sich mit dieser in die Luft zu sprengen. Er wolle erst noch den Geburtstag seines kleinen Sohnes feiern. Als Kantrup die Beamten informiert, dass das gesamte Areal in die Luft fliegen kann, wenn Treptov den Auslöser betätigt, zieht der Einsatzleiter die Beamten zurück. Durch einen Trick schafft es Ritter, Treptovs Sohn aus dem Haus zu locken und in Sicherheit zu bringen, auch Frau Treptov schafft es, mit der Tochter aus dem Haus zu fliehen. Nunmehr kommt auch Treptov heraus, mit dem Zünder in der Hand, Ritter verspricht ihm, dass seine Kinder nichts mitbekämen, wenn er aufgebe und abgeführt würde. Treptov gibt schließlich auf und Ritter gibt ihm die Gelegenheit, noch ein letztes Mal mit seinem Sohn zu spielen.

## Produktion
Der Tatort Dagoberts Enkel ist eine Produktion im Auftrag des SFB für Das Erste. Der Film wurde in Berlin gedreht. Bei seiner Erstausstrahlung am 25. Juli 1999 hatte Dagoberts Enkel 5,19 Millionen Zuschauer, was einem Marktanteil von 20,08 % entspricht. Ernst-Georg Schwill, der hier in der Rolle eines Stadtstreichers zu sehen ist, wurde einige Folgen später Assistent von Ritter und Stark, bzw. auch noch in einer Folge von Ritter und Hellmann.

## Kritik
TV Spielfilm beurteilte den Film positiv und fand, er habe Schwächen, sei aber unterhaltsam. Das Resümee: „Solider Einstand des Berliner Kurzzeitduos“.

## Namensanregung
Der Kaufhauserpresser Arno Funke nannte sich Dagobert. Im Vor- und im Abspann wird explizit darauf hingewiesen, dass die Handlung rein fiktiv ist und nichts mit eventuell realen Ereignissen zu tun hat. Allerdings besteht zumindest insofern auch inhaltlich eine Ähnlichkeit, als sich die Täter auch im Film relativ komplexer Methoden bedienen, um an das Geld zu kommen.